# 丁宏勋
丁宏勋（1919年9月25日—），男，江蘇泰興人，中華人民共和國有機化學家，1944年畢業於浙江大學化學系。中華人民共和國立國後，任中國科學院上海有機化學研究所研究員及博士生導師。早期從事天然有機化學研究工作，在橘黴素的結構研究工作取得一定成果。

## 家庭
儿子丁抗为深海专家，中国科学院深海科学与工程研究所所长。